# Велика чиказька пожежа

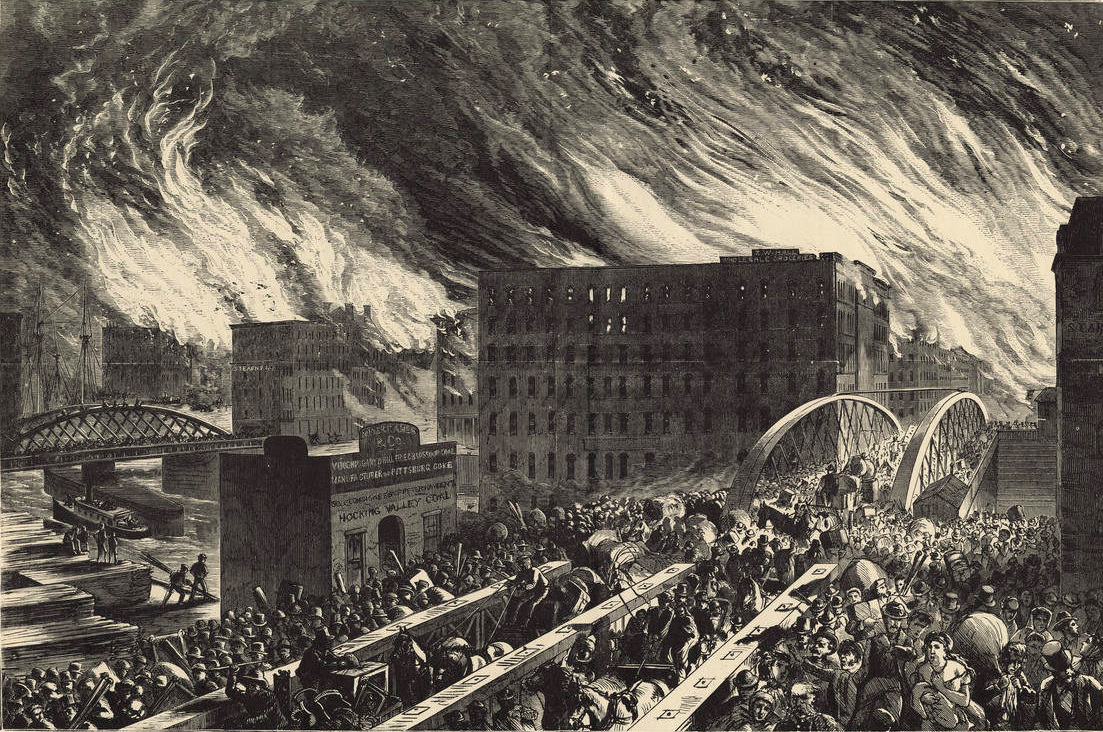
Велика чиказька пожежа

Велика чиказька пожежа (англ. Great Chicago Fire) — пожежа у місті Чикаго, США, що тривала з 8 по 10 жовтня 1871 року. В результаті пожежі загинуло близько 300 людей, були знищені тисячі будівель. Відбудова знищених пожежею районів почалася швидко і сприяла надзвичайно швидкому економічному зросту міста.

## Історичні дані
1871 рік відзначався в Чикаго надзвичайно сухою погодою, а численні дерев'яні споруди міста робили його уразливим до стихійних лих, таких як пожежі. Велика чиказька пожежа спалахнула в ніч на 8 жовтня у південно-західній частині міста, поблизу помешкання емігрантів з Ірландії Патріка і Кетрін О'Лірі. За однією з версій, пожежа почалася від вогню, коли корова О'Лірі перекинула запалену гасову лампу. О'Лірі заперечували цю версію, а справжню причину пожежі встановити не вдалося. Після спалаху вогню навколо маєтку О'Лірі пожежа швидко вийшла з-під контролю і перекинулася на дерев'яні будинки на півночі та сході і поширилася у бік центру міста.
Після двох днів пожежі, тільки 10 жовтня вдалося приборкати полум'я, коли до міста доставили пожежогасне обладнання і почався дощ, який допоміг пожежникам. У результаті пожежі близько 300 осіб загинули, інші 100 тисяч опинилися без даху над головою. Більш ніж 17 000 різних споруд були зруйновані, загальний збиток оцінювався у 200 мільйонів доларів.
Щоб припинити хвилю беззаконня та злочинності, яка охопила місто після пожежі, 11 жовтня був запроваджений воєнний стан, який протривав декілька тижнів. Через місяць після пожежі у місті обрали нового мера Джозефа Меділла, котрий обіцяв запровадити нові заходи протипожежної безпеки та почати реконструкцію міста.
Попри значні руйнування, велика частина фізичної інфраструктури Чикаго, в тому числі транспортних систем, залишилися непошкодженою. Відбудова міста почалися швидко й енергійно, що стимулювало його економічний розвиток і призвело до зростання чисельності населення. Завдяки новому, ефективному плануванню, ландшафт Чикаго змінився, з'явилися перші у світі хмарочоси. До пожежі населення Чикаго становило приблизно 324 тис. осіб, протягом наступних дев'яти років воно зросло до півмільйона. Лише через двадцять років, Чикаго стало великим економічним і транспортним центром з населенням понад 1 мільйон осіб.
У наш час на місці колишнього маєтку О'Лірі знаходиться школа підготовки пожежників м. Чикаго. Хоча Кетрін О'Лірі померла у 1895 році, у 1997 році міська рада міста прийняла символічну резолюцію, яка зняла будь-які звинувачення з О'Лірі та її корови у спричиненні пожежі.